# NHK六合中継局
NHK六合中継局（エヌエチケイくにちゅうけいきょく）は、群馬県吾妻郡中之条町に置かれていたテレビ中継局。

## 中継局概要

### アナログテレビ放送
| チャンネル 番号 | 放送局名     | 空中線 電力       | ERP                 | 放送対象地域 | 放送区域 内世帯数 | 運用開始日      |
| --------------- | ------------ | ----------------- | ------------------- | ------------ | ----------------- | --------------- |
| 49              | NHK 東京教育 | 映像1W/ 音声250mW | 映像4.2W/ 音声1.05W | 全国         | -                 | 1973年 11月30日 |
| 51              | NHK 東京総合 | 映像1W/ 音声250mW | 映像4.2W/ 音声1.05W | 関東広域圏   | -                 | 1973年 11月30日 |

- 所在地： 吾妻郡中之条町生須字荷付場（向山）
- 2011年7月24日をもってすべて廃止された。
- デジタルテレビ放送については、中之条町（旧・六合村）が運営するケーブルテレビ[1]によってカバーされるため、中継局が開設されなかった[2]。